# 望安島
望安島，舊稱八罩島、網垵島，是澎湖群島第五大島嶼，行政上屬於澎湖縣望安鄉，與澎湖本島相距約8海里，面積約6.7413平方公里。島嶼地勢平坦，最高海拔高度54公尺。海岸曲折，附近多暗礁，附近約有40座大小島嶼及礁塭。

## 地名由來
澎湖縣望安鄉有兩大古名，一為「網垵」、二為「八罩」；望安位於澎湖本島（大山嶼）南方，由18座島嶼組成，其中最大島稱作「網垵島」，在清領時期劃入「網垵澳」而得名，「網垵」後於日治時期的大正九年（1920年）更易作「望安」。:205
至於「八罩」之名則眾說紛紜，根據台灣學者顏尚文在《續修澎湖縣志》的看法，認為「八罩」之名源自網垵本島（望安島）周遭，係由八座大島（北側的虎井嶼，東側的將軍澳嶼、東吉嶼、西吉嶼、東嶼坪、西嶼坪，西側有花嶼，南方有大嶼島）所包圍壟罩住而得名:205；上述八座大島扣除虎井嶼屬馬公市、大嶼島即七美嶼（七美鄉），在當代望安鄉行政區範圍內有18座小島，有人島6座，其中行政區望安本島設有4村（東安村、西安村、中社村、水垵村），其餘如將軍澳嶼、花嶼、東嶼坪嶼、西嶼坪嶼、東吉嶼等五島，一島設一村，又計5村，今望安鄉總計下轄有9村。

## 觀光景點

### 天台山
從天台山上可以居高臨下地眺望望安島，山上有一著名的仙跡岩，其實是一塊狀似人類腳印的玄武岩。傳說八仙過海時，呂洞賓突然喊起肚子痛，可又臨時找不到可供如廁的場所，只好一腳踏在望安的天台山，另一腳踩在花嶼東邊的海崖上，就地方便。留在天台山上的腳印成為現今的仙跡岩，落下的排遺則化為澎湖諸島。

### 中社古厝
中社古厝原名為花宅，建築風格仍保有清末民初的特色，吸引各地畫家、攝影家及建築科系的教授與學生來此勘查研究。

### 綠蠵龜保育區
望安島是綠蠵龜洄游的產卵地，島上特地規劃多處綠蠵龜產卵棲地保護區，亦有成立綠蠵龜保育中心。

### 鴛鴦窟
鴛鴦窟為日治時期，日軍的重要軍事站，當時被計畫為快艇基地，後因日軍戰敗而未實行，至今仍留著當時所挖掘的兩個巨大洞窟。其地區海流緩和，海水清澈，如今建有涼亭、公廁，也規劃了露營區。

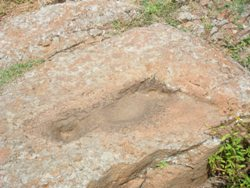
天台山仙跡岩
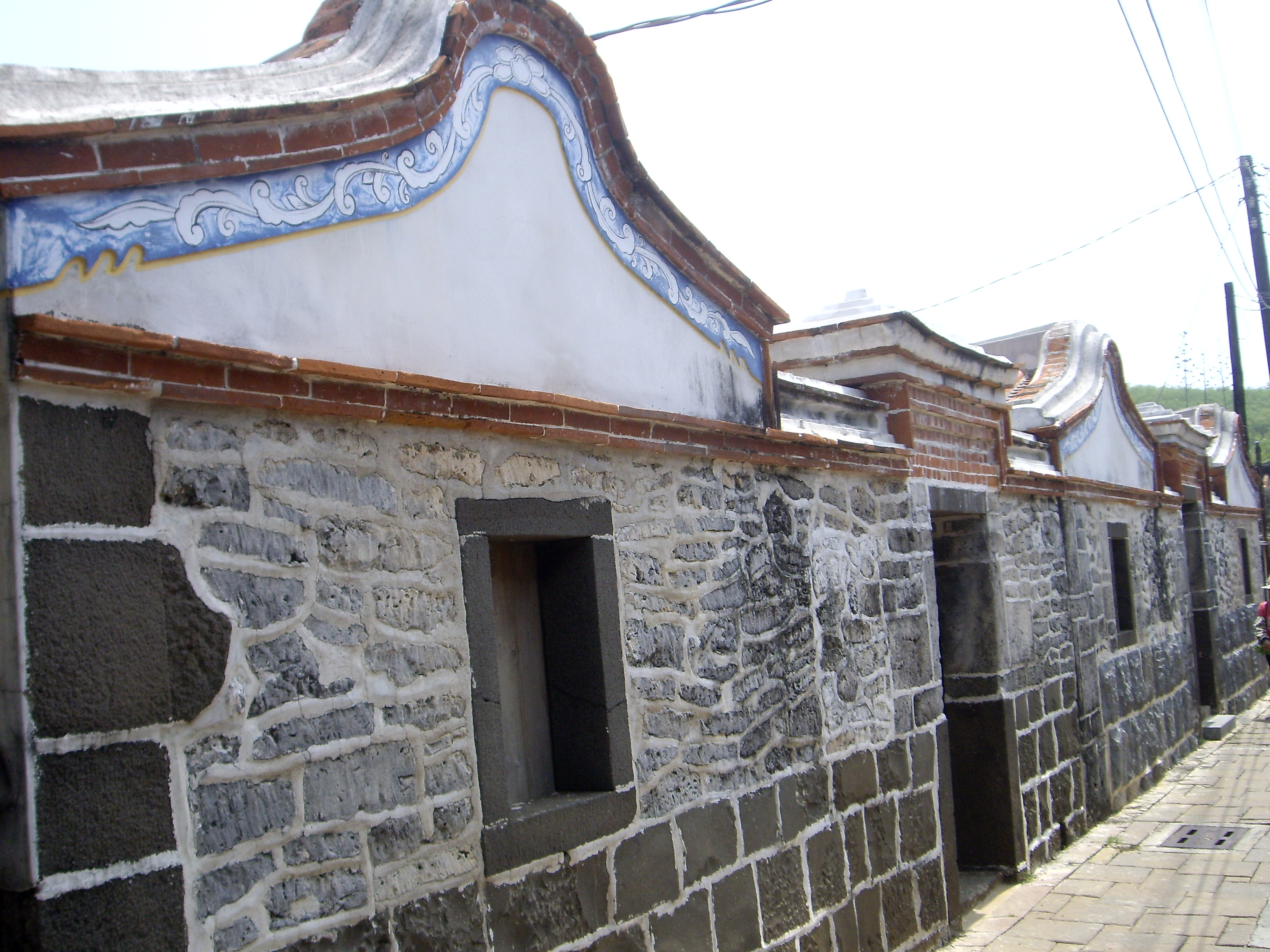
中社古厝
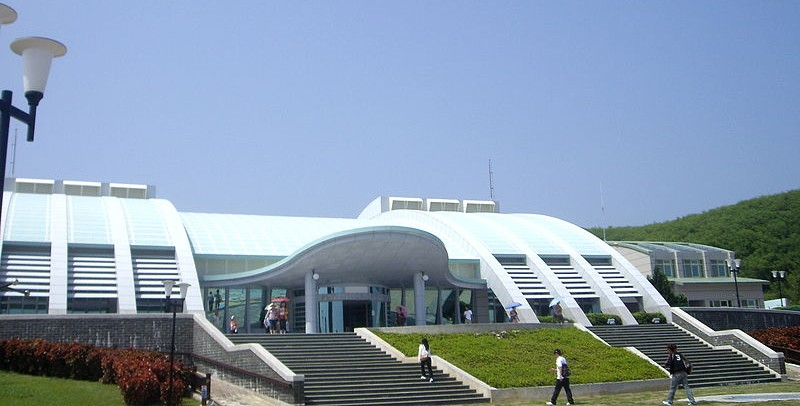
綠蠵龜觀光保育中心
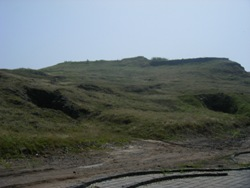
鴛鴦窟

## 物產
原本以農漁為業，近年海上漁業資源日漸枯竭，導致人口往外發展情況越來越嚴重。望安島盛產文石、珊瑚、九孔、海膽、紫菜、海苔、小管乾等物產。

## 交通
往來望安的交通，有民營的交通船光正陸號（客貨兩用）及光正參號、光正捌號（載客快艇）。平均每天皆有往返馬公的船班。澎湖車船管理處有南海之星、恆安一號交通船，往返馬公、七美途中有停經望安。空中交通，有德安航空以小型飛機於高雄－望安間來回直航。